# Герріт Сміт Міллер
Герріт Сміт Мі́ллер (англ. Gerrit Smith Miller, Jr., 6 грудня 1869 — 24 лютого 1956) — американський зоолог та ботанік. Народився в Пітерборо, Нью-Йорк у Герріт Сміт і Сьюзен Міллер. 1897 року одружився з Елізабет Елеонор Пейдж, а 1921 року — з Анне Чапін Гейтс. Вступив до Гарвардського університету і здобув ступінь AB в 1894 році.

## Деякі описані види
- Alticola lemminus Міллер, 1898
- Abrocomidae, родина, Міллер, 1918
- Anchoa analis Міллер, 1945
- Apomys musculus Міллер, 1911
- Apodemus rusiges Міллер, 1913
- Arvicola sapidus Міллер, 1908
- Artibeus phaeotis Міллер, 1902

## Публікації
- The Families and Genera of Bats (1907)
- List of North American Land Mammals in the United States National Museum (1911)
- Catalogue of the Land Mammals of Western Europe (1912)
- List of North American Recent Mammals (1923)